# Deán Borges
Deán Francis Borges Pérez (Pittsburgh, 14 luglio 1967) è un ex cestista statunitense con cittadinanza portoricana.

## Carriera
Con Porto Rico ha disputato i Campionati americani del 1993 e i Campionati mondiali del 1994.